# (1581) Abanderada
(1581) Abanderada es un asteroide que forma parte del cinturón de asteroides y fue descubierto por Miguel Itzigsohn desde el Observatorio Astronómico de La Plata, Argentina, el 15 de junio de 1950.

## Designación y nombre
Abanderada recibió al principio la designación de 1950 LA1.
Más tarde se nombró así por la persona que porta la bandera, haciendo referencia a la lideresa argentina Eva Perón.

## Características orbitales
Abanderada está situado a una distancia media de 3,155 ua del Sol, pudiendo alejarse hasta 3,547 ua. Tiene una inclinación orbital de 2,539° y una excentricidad de 0,1239. Emplea 2047 días en completar una órbita alrededor del Sol.